# IST Entertainment
IST Entertainment (кор. 아이에스티엔터테인먼트; ранее A Cube Entertainment, Plan A Entertainment, Play M Entertainment) — южнокорейская звукозаписывающая компания и агентство по поиску талантов, под управлением Kakao Entertainment.

## История

### A Cube Entertainment
В 2011 году A Cube Entertainment была основана как независимый лейбл Cube Entertainment. A Cube подписали контракт со своим первым сольным исполнителем Ху Гаком, и основали женскую группу A Pink, которая состояла из бывших стажерок Cube Entertainment.
В ноябре 2015 года LOEN Entertainment (позже Kakao M, а затем Kakao Entertainment) приобрела 70% всего лейбла и впоследствии поглотила его как независимую дочернюю компанию. В марте 2016 года лейбл объявил, что он был переименован в Plan A Entertainment, поскольку он больше не был связан с Cube Entertainment. В ноябре того же года они дебютировали свою первую мужскую группу Victon.
В начале 2018 года Plan A Entertainment приобрела актерское агентство Kakao M E&T Story Entertainment, владея 60% акций агентства. В последующие месяцы Чхве Джин Хо (основатель и согенеральный директор) подал в отставку, а 30% оставшихся акций были проданы за 3,51 миллиарда вон. В результате она стала полностью принадлежащей дочерней компанией Kakao M.

### Fave Entertainment
Первоначально Fave Entertainment была основана в 2012 году как LOEN Tree для управления звукозаписывающими артистами LOEN Entertainment. В 2016 году он был выделен в отдельный дочерний лейбл и переименован в Fave Entertainment. Артистами, которые были переведены в Fave Entertainment, были Fiestar, History, IU и Sunny Hill. Его стажеры особенно отличились в MIXNINE, Under Nineteen и Produce 101. В октябре 2018 года лейбл объявил о своей будущей женской группе, временно известной как «Fave Girls».

### Cre.ker Entertainment
Cre.ker Entertainment - звукозаписывающий лейбл, основанный Kakao Entertainment (ранее LOEN Entertainment) в 2014 году, лейбл является домом для артистов Melody Day и The Boyz.

### 2019–н.в: Объединение агентство IST Entertainment
13 февраля 2019 года Kakao Entertainment опубликовала заявление о том, что Plan A Entertainment и Fave Entertainment объединятся 1 апреля. Plan A Entertainment, будучи выжившей организацией в результате слияния, была переименована в Play M Entertainment и поглотила активы Fave Entertainment и оставшихся артистов., включая стажеров.
В мае 2020 года было объявлено, что «Fave Girls», которые после слияния стали «Play M Girls», дебютируют в июне под названием Weeekly. Это первая женская группа компании со времен Apink.
17 сентября 2021 года Kakao Entertainment объявила, что Play M Entertainment и Cre.ker Entertainment в будущем объединятся.
12 ноября 2021 года было объявлено, что новое корпоративное название компании будет IST Entertainment, которое вступило в силу 1 ноября.
7 февраля 2022 года IST Entertainment объявили о дебюте новой мужской группы во второй половине года в рамках реалити–шоу The Origin – A, B, Or What?. Премьера шоу состоялась 19 мартамарта. В финальном эпизоде, вышедшем в эфир 7 мая, было объявлено, что группа дебютирует как ATBO и дебютирует 27 июля.
11 апреля IST Entertainment и Universal Music Japan объявили о создании своего совместного предприятия - лейбла Universal Music IST.

## Артисты
| Группы - A Pink - Victon - The Boyz - Weeekly - ATBO | Сольные артисты - Чон Ын Джи - Хан Сыну | Трейни - Хюнин Бахий (Kep1er) |

## Бывшие артисты

### IST Entertainment
- A Pink
  - Пак Чорон (2011–2023)[12]
  - Юн Боми (2011–2023)[12]
  - Ким Намчжу (2011–2023)[12]
  - О Хаён (2011–2023)[12]
- Weeekly
  - Шин Джиюн (2020–2022)[13]
- Victon
  - Хо Чан (2016–2022)[14]
  - До Хансэ (2016–2023)[15]
  - Чхве Бëнчан (2016–2023)[15]
  - Чон Субин (2016–2023)[15]
- Bandage (2020–2023)[16]
  - Им Хëнбин (2020–2022)[17]
  - Ли Чансоль (2020–2023)
  - Кан Гëнюн (2020–2023)
  - Шин Хëнбин (2020–2023)

### Бывшие лейблы
| A Cube Entertainment / Plan A Entertainment / Play M Entertainment - A Pink - Хон Юкëн (2011–2013) - Сон Наын (2011–2021) - Им Чжимин (2019–2021) - Хо Гак (2011–2021) Cre.ker Entertainment - Melody Day (2014–2018) - Ëын (2014–2018) - Юмин (2014–2018) - Еин (2014–2018) - Чехи (2014–2018) - The Boyz - Хвалль (2017–2019) E&T Story Entertainment - Пак Хан Бëль - Ким Ен - Го На Хи - А Со Мин - Шин Хён Сын (2020-2021) - Чон Су Хëн - Ким Со Хён (2017–2021) | LOEN Tree / Fave Entertainment - KRun - Пак Чи Юн (1997–1999) - Гаин (2011–2013) - Mario (2011–2013) - Sunny Hill (2011–2017) - Fiestar (2012–2018) - Ческа (2012–2014) - Джей (2012–2018) - Линзи (2012–2018) - Хеми (2012–2018) - Йези (2012–2018) - Цао Лу(2012–2018) - IU (2012–2018) - History (2013–2017) - Сон Кëн Иль (2013–2019) - На До Кюн (2013–2019) - Ким Си Хëн (2013–2019) - Ким Чжэ Хо (2013–2019) - Чан И Чжон (2013–2019) - Шин Зису (2015–2016) - I.B.I (2016) - JBJ (2017–2018) |

## Дискография

### Проекты
| Название            | Год  | Артист                             | Высшая позиция | Продажи (Download) | Альбом                           |
| ------------------- | ---- | ---------------------------------- | -------------- | ------------------ | -------------------------------- |
| Love Day            | 2012 | Чон Ын Джи, Ян Ёсоб                | 8              | - KOR: 1,604,167+  | A Cube For Season #Green         |
| A Year Ago          | 2013 | Чон Ын Джи, Ким Намджу, Чан Хёнсын | 13             | - KOR: 300,616+    | A Cube For Season #White         |
| Short Hair          | 2013 | Чон Ын Джи, Хо Гак                 | 1              | - KOR: 1,207,766+  | A Cube For Season #Blue          |
| Break Up To Make Up | 2014 | Чон Ын Джи, Хо Гак                 | 1              | - KOR: 803,627+    | A Cube For Season #Sky Blue      |
| Photograph          | 2015 | Ким Намджу, Юк Сончжэ              | 29             | - KOR: 115,083+    | A Cube For Season #Blue Season 2 |
| Bada 'Ocean.wav'    | 2016 | Чон Ын Джи, Хо Гак                 | 5              | - KOR: 407,547+    | Plan A First Episode             |
| #Begin Again        | 2016 | Хо Гак, Plan A Boys                | —              | - KOR: 17,447+     | Plan A Second Episode            |
| Oasis               | 2017 | A Pink, Хо Гак, VICTON             | 100            | - KOR: 22,488+     | Plan A Third Episode             |

## Официальные ссылки
- istent.co.kr — официальный сайт IST Entertainment

## Комментарии
1. ↑  Transferred to Bluedot entertainmen и дебютировал в Just B
2. ↑  Returned to Kakao M and then transferred to EDAM Entertainment in 2020.